# Pinsà rosat de Thura
El pinsà rosat de Thura (Carpodacus thura) és una espècie d'ocell de la família dels fringíl·lids (Fringillidae) que era considerat coespecífic de Carpodacus dubius.

## Hàbitat i distribució
Habita matolls i sotabosc del bosc de coníferes dels Himàlaies des de l'Afganistan fins al sud-est del Tibet.

## Taxonomia
Es descriuen dues subespècies:
- C. t. blythi (Biddulph, 1882). Nord-est de l'Afganistan, nord del Pakistan, nord-oest de l'Índia, Caixmir i Nepal.
- C. t. thura Bonaparte et Schlegel, 1850. Bhutan, Arunachal Pradesh i sud-est del Tibet.

També s'incloïen dins aquesta espècie, les tres subespècies de Carpodacus dubius fins als treballs de Rasmussen et Anderton 2005.